# Einczinger Ferenc
Einczinger Ferenc (Esztergom, 1879. augusztus 5. – Esztergom, 1950. április 17.) magyar festő, grafikus, újságíró, közéleti személyiség.

## Életpályája
Tanulmányait a budapesti Eötvös főreáliskolában, illetve a Kereskedelmi Akadémián végezte. 1898-1904 közt az Ipolysági Takarékpénztárnál, majd 1904-től 1945-ben történt nyugdíjba menteléig az Esztergomi Takarékpénzárt Rt.-ban dolgozott, mint tisztviselő, később főkönyvvezető, majd ügyvezető igazgató. Közben versei, tárcái jelentek meg különböző irodalmi folyóiratokban.
1907 nyarán Hollósy Simon müncheni magániskolájában, illetve Heidnernél, Illencz Lipót festővel közösen tanult. 1908-ban tanulmányútra indult, megfordult Párizsban, Londonban, Bécsben. 1908-as nősülése után is sokat utazott, 1913-ban jutott el Velencébe. Felesége Adolf Julianna volt, öt gyerekükből csak egy (Lívia) érte meg a felnőttkort.
Einczinger Ferenc nagy megbecsülésnek örvendett az esztergomi polgárok körében, az ő freskói díszítik Babits Mihály előhegyi házának falait is.
1950. április 17-én hunyt el szülővárosában.